# Theodora Diehl
Theodora „Dorli“ Diehl, geborene Prosel (* 1. August 1921 in Meran, Südtirol; † 3. August 2017 in Karlsfeld, Landkreis Dachau) war eine deutsche Schauspielerin, Künstlerin und Autorin.

## Leben
Theodora Diehl wurde als Tochter des Schriftstellers, Kabarettisten und „Simpl“-Wirts Theo Prosel und dessen Ehefrau, der Sopranistin Julia Prosel, in Südtirol geboren. Sie wuchs im Schloss Rainegg in der Nähe von Brixen auf. 1933 zog sie mit ihren Eltern nach München, wo ihr Vater im Jahre 1935 als Pächter die Künstlerkneipe „Simplicissimus“ übernahm. Die Familie lebte in der Wohnung über dem Lokal; dadurch lernte Theodora Diehl viele Künstler kennen, die damals dort ein und aus gingen, darunter Karl Valentin, Liesl Karlstadt und Lale Andersen.
Diehl absolvierte ab 1939, nach Ermutigung durch Lale Andersen, eine Schauspielausbildung; im April 1941 legte sie die Abschlussprüfung vor der Reichstheaterkammer ab. Sie trat anschließend u. a. im „Simpl“, im „Regina-Palasthotel“ und in „Gondrells Bonbonniere“ auf. 1941 heiratete Theodora Diehl den Schauspieler und Journalisten Walther Diehl († 1994). Aus der Ehe gingen zwei Töchter hervor. 
Später wirkte sie seit der Gründung in Gruppenveranstaltungen des 1983 gegründeten „Künstlerkreises KK 83“ in München-Pasing mit und im „Künstlerkreis Kaleidoskop“, zuletzt im Juni 2008 in der Revue Der Simpl-Goethe und die Nachtigall, eine Veranstaltung zur 850-Jahr-Feier der Stadt München. Im April 2013, im Alter von 91 Jahren, trat sie bei ihrem letzten Bühnenauftritt in der Münchner Drehleier gemeinsam mit ihren Töchtern, ihrem Schwiegersohn, ihren Enkeln und ihrer Urenkelin nochmals mit Szenen aus dem „Simpl“ auf.
In späteren Jahren betätigte Diehl sich als Künstlerin. Ab den 1980er Jahren widmete sie sich dem Modellieren von Tonfiguren. Sie modellierte Einzelgruppen und Figurengruppen, u. a. Krippen, eine Nikolausstube und einen Spielplatz, die in verschiedenen Ausstellungen  gezeigt wurden. Ihre Figurenserie Wir drei, in der sie sich selbst und ihre beiden jüngeren Schwestern darstellte, gilt als Reminiszenz an ihre glückliche Kinderzeit in Südtirol. Im April 1998 zog Theodora Diehl nach Karlsfeld im Landkreis Dachau. Ihre Figuren und Krippen wurden regelmäßig im Heimatmuseum Karlsfeld ausgestellt. Seit 2007, im Alter von 86 Jahren, betätigte sie sich als Malerin und gestaltete Moritatentafeln für ihre Tochter und ihren Schwiegersohn, die als Künstlerduo „Roggensteiner Bänkelgsang“ auftreten.
2007 gewann sie den Wettbewerb „Ausgestorbene Worte“ des Literaturkreises Karlsfeld. 2012 wurde sie anlässlich der Frühjahrsausstellung in Schloss Blutenburg mit der Goldenen Rose ausgezeichnet. 2012 veröffentlichte sie ihre Lebenserinnerungen unter dem Titel Nur der Not koan Schwung lass'n, die sie bei Lesungen und Veranstaltungen präsentierte.
Theodora Diehl starb am 3. August 2017, zwei Tage nach ihrem 96. Geburtstag. Sie hatte vier Enkelkinder und drei Urenkel. Diehl wurde auf dem Waldfriedhof Obermenzing beigesetzt.